# Antipathes

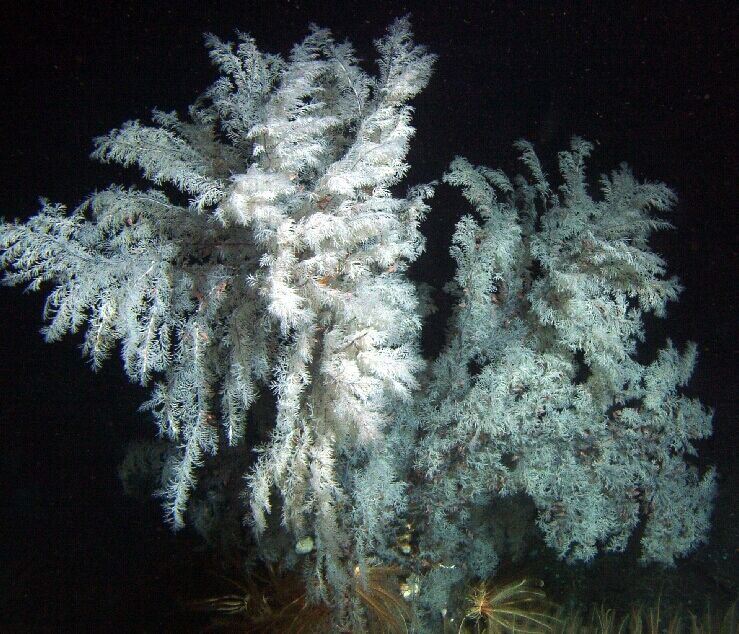
Antipathes dendrochristos

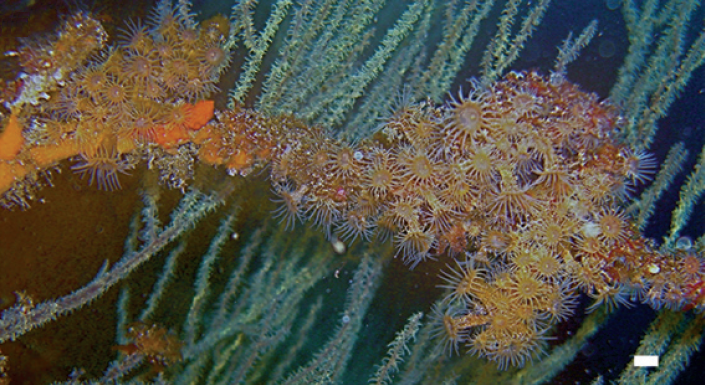
Antipathes galapagensis. En primer plano, una rama colonizada por pólipos de Antipathozoanthus.

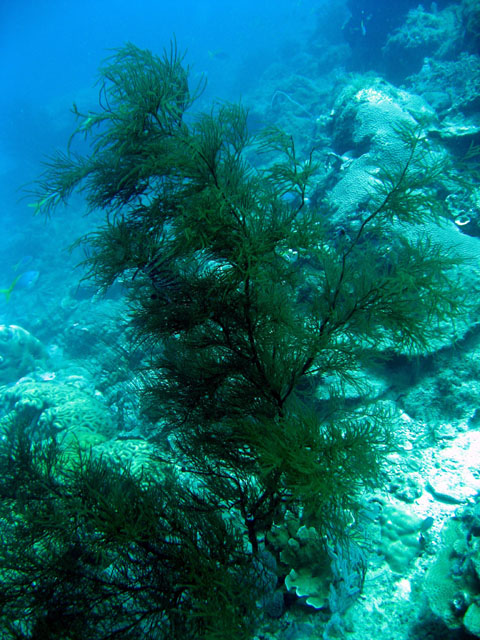
Antipathes dichotoma en Pulau Badas, Indonesia.

Antipathes es un género de cnidarios antozoos de la familia Antipathidae.
Antipathes significa ‘contra sufrimiento’, y el origen del nombre griego está relacionado con preparados medicinales que se elaboraban a partir de estos corales. A sus componentes se les denomina corales negros, debido al color negro, o marrón oscuro, de su esqueleto. La mayoría viven en aguas profundas, por debajo de los 30 m, por lo cual han sobrevivido a la sobrepesca, ya que también son utilizados en joyería.

## Morfología
Son antozoos coloniales sin esqueleto calcáreo, caracterizados por un esqueleto, o corallum, proteínico, que da flexibilidad a la estructura de soporte de la colonia. Su morfología es variada, pudiendo ser ramificados, espaciada o densamente, o con forma arbustiva, con ramas de diverso tamaño, y dispuestas irregularmente o con simetría bilateral. El esqueleto es secretado por el tejido epitelial axial de los pólipos, en capas concentrícas alrededor de un pequeño núcleo central. Una característica de la familia son las espinas que brotan del esqueleto, que contienen los tentáculos de los pólipos.
Los pólipos tienen unos pocos milímetros, máximo 1 cm de diámetro, y poseen 6 tentáculos simples no retráctiles; los 2 que corresponden con el eje de la boca son más largos. También poseen 6 mesenterios (divisiones de la cavidad gastrovascular) primarios, y 0, 4 o 6 mesenterios secundarios.
El número de mesenterios, y la morfología del corallum, los pólipos y las espinas axiales, son las características taxonómicas usadas en su clasificación.
El color de sus tejidos puede ser blanco, amarillo, naranja, rojo, negro, marrón o verde.

## Especies
Actualmente, el Registro Mundial de Especies Marinas acepta las siguientes especies en el género:
| - Antipathes aculeata (Brook, 1889) - Antipathes arborea Dana, 1846 - Antipathes assimilis (Brook, 1889) - Antipathes atlantica Gray, 1857 - Antipathes brooki (Whitelegge & Hill, 1899) - Antipathes caribbeana Opresko, 1996 - Antipathes catharinae (Pax, 1932) - Antipathes ceylonensis (Thomson & Simpson, 1905) - Antipathes chamaemorus Pax & Tischbierek, 1932 - Antipathes chota Cooper, 1903 - Antipathes contorta (Brook, 1889) - Antipathes curvata van Pesch, 1914 - Antipathes delicatula Schultze, 1896 - Antipathes dendrochristos Opresko, 2005 - Antipathes densa Silberfeld, 1909 - Antipathes dichotoma Pallas, 1766 - Antipathes dofleini Pax, 1915 - Antipathes dubia (Brook, 1889) - Antipathes elegans (Thomson & Simpson, 1905) - Antipathes erinaceus (Roule, 1905) - Antipathes fragilis Gravier, 1918 - Antipathes fruticosa Gray, 1857 - Antipathes furcata Gray, 1857 - Antipathes galapagensis Deichmann, 1941 - Antipathes gallensis Thomson & Simpson, 1905 - Antipathes grandiflora Silberfeld, 1909 - Antipathes grandis Verrill, 1928 - Antipathes grayi Roule, 1905 - Antipathes griggi Opresko, 2009 - Antipathes herdmanni Cooper, 1909 - Antipathes hypnoides (Brook, 1889) - Antipathes indistincta (van Pesch, 1914) - Antipathes irregularis (Thomson & Simpson, 1905) | - Antipathes irregularis Cooper, 1909 - Antipathes irregularis Verrill, 1928 - Antipathes lenta Pourtalès, 1871 - Antipathes lentipinna Brook, 1889 - Antipathes longibrachiata van Pesch, 1914 - Antipathes minor (Brook, 1889) - Antipathes nilanduensis Cooper, 1903 - Antipathes orichalcea Pallas, 1766 - Antipathes pauroclema Pax & Tischbierek, 1932 - Antipathes plana Cooper, 1909 - Antipathes plantagenista (Cooper, 1903) - Antipathes pseudodichotoma Silberfeld, 1909 - Antipathes regularis Cooper, 1903 - Antipathes rhipidion Pax, 1916 - Antipathes rubra Cooper, 1903 - Antipathes rubusiformis Warner & Opresko, 2004 - Antipathes salicoides Summers, 1910 - Antipathes sarothrum Pax, 1932 - Antipathes sealarki Cooper, 1909 - Antipathes sibogae (van Pesch, 1914) - Antipathes simplex (Schultze, 1896) - Antipathes simpsoni (Summers, 1910) - Antipathes speciosa (Brook, 1889) - Antipathes spinulosa (Schultze, 1896) - Antipathes taxiformis Duchassaing, 1870 - Antipathes tenuispina (Silberfeld, 1909) - Antipathes ternatensis Schultze, 1896 - Antipathes thamnoides (Schultze, 1896) - Antipathes tristis (Duchassaing, 1870) - Antipathes umbratica Opresko, 1996 - Antipathes viminalis Roule, 1902 - Antipathes virgata Esper, 1788 - Antipathes zoothallus Pax, 1932 - Antipathes flabellum Pallas, 1766 (nomen dubium) |

## Hábitat y distribución
Estos corales se encuentran en todas las cuencas oceánicas, desde las aguas tropicales, dónde son más abundantes, a las aguas templadas de Tierra de Fuego o Alaska. Su rango de profundidad está entre 2 y 8.600 m, aunque la mayoría se localizan a más de 100 m de profundidad, y en zonas con corrientes.

## Alimentación
Su ubicación en aguas profundas se debe a que no poseen zooxantelas en sus tejidos, por lo que no necesitan la luz para alimentarse, como la mayoría de los corales. Son suspensívoros, o que se alimentan del plancton en suspensión de la columna de agua. En zonas con fuertes corrientes unidireccionales, se orientan en sentido perpendicular a las mismas. Normalmente, la expansión de los pólipos para la alimentación sucede con más frecuencia por la noche.
Adicionalmente, segregan una mucosidad que cubre su cuerpo, con el fin de atrapar partículas de comida, que son arrastradas hacia la boca más cercana, ayudados por la corriente.
Algunas especies, como Antipathes griggi, son capaces de aumentar la boca de sus pólipos hasta tres veces su tamaño normal, con el fin de ingerir piezas grandes del plancton, como copépodos o anfípodos.

## Reproducción
Los pólipos son estrictamente gonocóricos, o de sexos separados, y las colonias son macho o hembra. La producción de gametos es estacional y relacionada con los cambios de temperatura. No hay evidencias de fertilización interna, lo que indica que, tanto la fertilización, como el desarrollo larvario, se producen externamente en la columna de agua. Las larvas plánulas ciliadas se desarrollan en 36 horas desde la fertilización.
También se reproducen asexualmente, como la mayoría de corales, tanto por laceración, como por gemación.